# 人类乳头瘤病毒疫苗
人類乳突病毒疫苗（英語：HPV vaccine，又被称为HPV疫苗）適用於預防幾種特定亞型的人乳頭瘤病毒（HPV）感染，防止因高危人乳头瘤病毒的持续感染导致宫颈癌等疾病发生。目前市面上有可抵禦二种、四种或九种HPV病毒亞型的疫苗。所有的疫苗均可抵禦致子宮頸癌風險最高的亞型，即HPV16亞型与HPV18亞型的病毒感染。據估計，人類乳突病毒疫苗可防止70%的子宮頸癌、80%的肛門癌、60%的陰道癌、40%的外陰腫瘤，以及一些口咽癌的發生。四价和九价者也可預防尖銳濕疣。
世界卫生组织建议应将HPV疫苗纳入国家免疫计划，HPV疫苗接种的策略应首先考虑提高9至14岁女孩的覆盖率，在未成年女性中获得较高的疫苗接种覆盖率（80%以上）对减少宫颈癌具有最显著的影响。HPV疫苗至少可以提供八年左右的保護，但即便在接種疫苗後，子宮頸篩檢仍應持續。大規模接種疫苗對於沒有接種疫苗者也能有一定的好處。但對已經感染的人，則沒有幫助。其在2017年流行病纪录周报中提出，子宮頸癌病毒疫苗非常安全，80%的疫苗接种者在注射部位會感到疼痛，也有可能發生紅腫與發燒，但疫苗與吉巴氏綜合症目前沒有关联。2022年4月，世卫组织免疫战略专家组表示，对于20岁以下人群，HPV疫苗的单剂量方案与两剂或三剂方案的疗效相当。
2006年，首个HPV疫苗问市。2015年人類乳突狀病毒疫苗被列入世界卫生组织基本药物标准清单中。截至2021年，全球已有100余个国家将HPV疫苗納入国家免疫计划。研究指出，对于发展中国家，HPV疫苗接种可能具有成本效益，甚至可能节省成本，特别是在没有组织宫颈筛查计划的环境中。同时，HPV疫苗不仅适用于女性，也可用于防止因HPV引发的男性生殖器疣与肛门癌、阴茎癌和喉癌。2012年7月，澳大利亚宣布将为男童免费接种四价HPV疫苗，成为世界首个为男性免费接种HPV疫苗的国家，该免疫计划于2013年2月正式實施。

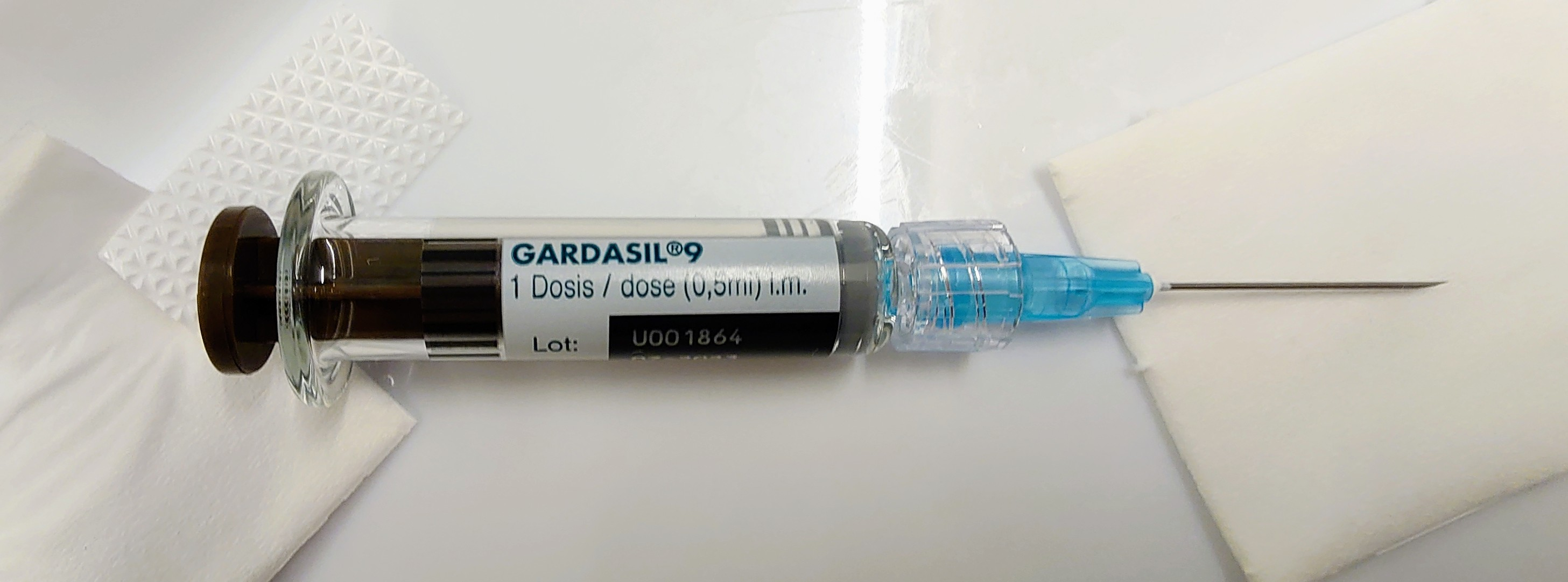
一只已使用的加卫-9注射器

## 预防类型
以下HPV疫苗都是以各种HPV病毒的L1蛋白制成。具体来说是使用重组蛋白技术在酵母菌一类的生物中制造HPV病毒的L1蛋白，并使其自然组装成类似病毒空壳的结构，即病毒样颗粒。自然的HPV病毒外壳是由L1和L2两种蛋白组装而成。
| 名称                  | 預防的HPV類型                     | 預防疾病   | 佐劑            | 是否有WHO预认证 | 最早批准时间           | 生产商            |
| --------------------- | --------------------------------- | ---------- | --------------- | --------------- | ---------------------- | ----------------- |
| 嘉喜（Gardasil 9）    | 6, 11, 16, 18                     | 癌症、濕疣 | 鋁羟磷酸-硫酸鹽 | 是，可单剂      | 2006（美国）           | 默沙东            |
| 保蓓（Cervirax）      | 16, 18                            | 癌症       | 氧化砷          | 是，可单剂      | 2007（澳大利亚、欧盟） | 葛兰素史克        |
| 嘉喜-9（Gardasil 9）  | 6, 11, 16, 18, 31, 33, 45, 52, 58 | 癌症、濕疣 | 鋁羟磷酸-硫酸鹽 | 是，可单剂      | 2014（美国）           | 默沙东            |
| 馨可宁（Cecolin）     | 16, 18                            | 癌症       | 氢氧化铝        | 是，可单剂      | 2019（中国）           | 万泰生物          |
| 沃泽惠（Walrinvax）   | 16, 18                            | 癌症       | 鋁磷酸盐        | 是              | 2022（中国）           | 沃森生物/玉溪泽润 |
| 馨可宁-9（Cecolin 9） | 6, 11, 16, 18, 31, 33, 45, 52, 58 | 癌症、濕疣 | 氢氧化铝        | 否              | 2025（中国）           | 万泰生物          |

## 效果
对于HPV16、HPV18，Gardasil四价疫苗的保护力超过8年，Cervirax二价的保护力超过9年（数据受限于疫苗推出年数，截止于2014）。直到2018年，暂时没有未来需要加强针的迹象。对于瑞典接种疫苗人群的跟踪研究表示，四价疫苗约降低癌前病变发生率50%。
九价（Gardasil-9）相比四价，防止生殖器病变的效果似乎没有加强。可能是九价实验组包含16-26岁人群导致，年龄越大已暴露其他五种类型的可能性越高。
HPV疫苗不能预防其他性病，也不能清除已有HPV感染。
HPV疫苗可以防止子宫颈筛检难以发现的腺癌。

### 受暴露后
虽然HPV疫苗主要推荐给还没有受到HPV病毒暴露的年轻人，但它在HPV阳性成年女性中仍然有帮助，一般解释为“一个人很少会受所有受预防的病毒分型感染”。2008哈佛大学医学院的文章指出，当时的四价疫苗可以降低HPV阳性女性未来的15%的宫颈病变、37%的生殖器疣。四价疫苗最早的临床实验还发现，疫苗即使是对于十种没有囊括的病毒分型，也将癌前病变的出现率降低了38%。2023年的综述发现，给已有HPV所致癌前病变和疾病的人提供HPV疫苗，仍然能够降低未来的病变和癌症发生率。目前的预防用疫苗暂不认为可以清除感染，因此这些效果暂时认为是通过预防未来感染得到。
也有病例报告指出，已有病变的女性接种九价疫苗，之后发现感染自然清除的概率显著提高。这可能说明现有预防用疫苗确实有辅助治疗作用，但样本量小仍需进一步研究。

## 安全性
疫苗不含活病原，可以安全用于艾滋病患者和其他免疫力低下人群。35-88%人群在接种位置会有疼痛。红肿、发热也属正常现象。:664疫苗不会增加格林-巴利综合征的发生率，也和安慰剂相比不会增加其他严重不良反应发生率。
全世界超过一百个国家和地区已经批准HPV疫苗，疫苗使用数量超过1亿支。澳大利亚国家免疫研究和监测中心的临床实验和使用监控数据证明，目前的两种疫苗都是安全的。一项参与人数在一百万左右的群组实验发现，没有证据表明HPV疫苗的使用与神经系统疾病、免疫功能紊乱、和静脉血栓有关。

### 药品禁忌和预防
据美国疾病控制与预防中心，以下人群不适合接种HPV疫苗：
- 对疫苗类药物有过敏反应的人群。
- 有中度或重度急性病的人群[53]。这类人群只有在急性病有所好转之后才能使用疫苗。

### 孕妇
在原有Gardasil四价疫苗实验中，有1115位孕妇接种，未发现不良反应率和安慰剂组的孕妇有区别。由于样本数量相对较小，目前暂不推荐孕妇接种。
美国食品药品管理局（FDA）将HPV疫苗在孕期的效用归为B类，意味着在动物实验中未发现HPV疫苗有明显危害。但由于人体实验的数据样本量还太小，所以对孕期妇女的危害暂时不明，有待于进一步研究。如果女性在三针疫苗期间发现怀孕，目前是推荐延期到怀孕结束后再接种。孕期接种疫苗无特别处理手段，只是推荐报告到有关监管部门的孕期接种HPV疫苗档案中。

### 日本
2010年，日本導入人类乳头瘤病毒疫苗。2013年4月起開始推廣施打疫苗。在2013年6月14日的專家會議為止，有三十起注射疫苗後不明原因劇痛的案例，而且有些尚未恢復，其中有些是有身體疼痛、運動障礙等副作用。因為擔心施打疫苗後的不良反應，厚生勞動省暫時不建議施打疫苗。东京大学研究人員認為政府此一措施沒有科學證據。

### 台湾
台湾在2018年出現一起因接種人类乳头瘤病毒疫苗後，出現幼兒型多發性關節炎的訴訟案例。後來行政訴訟認為無法證明疫苗與女學生症狀無關，因此衛福部應給付「一定金額」的接種受害救濟。

## 历史
德国生物学家哈拉尔德·楚尔·豪森在1983和1984年发表了一系列论文，宣布发现HPV病毒导致宫颈癌的直接证据，并因此获得2008年的诺贝尔生理学或医学奖。从豪森博士的发现开始，研究者们开始致力于研制HPV疫苗。其中澳大利亚生物学家伊恩·弗雷泽和中国生物学家周健贡献最大。他们利用新的实验手段，直接发明了原始型号的HPV疫苗。周健博士毕业于中国温州医科大学，在澳大利亚昆士兰大学工作。在发明了HPV疫苗之后，由于长期积劳成疾，周健不幸于1999年猝然离世，年仅42岁。在他们的工作基础上，默克制药公司和葛兰素史克制药公司在2007年先后向FDA递交HPV疫苗申请并获得通过。

## 应用
自2007年Gardasil（四价）和Cervarix（二价）被美国食品药品监督管理局批准进入市场以后，HPV疫苗迅速应用于超过一百个国家和地区，包括美国、欧盟成员国、加拿大、澳大利亚、新西兰、墨西哥、日本、韩国、香港、南非、老挝、以色列、肯尼亚等国。在建立了全民医保的国家（如加拿大、澳大利亚、英国、法国等），HPV疫苗基本都纳入了全民医保的范围，适龄人群可以免费注射疫苗。另外，由于巴氏涂片检查在HPV疫苗投入使用之前就被广泛应用于女性宫颈健康检查，所以很多国家的卫生管理部门和医学研究机构都建议人们在使用疫苗之后，仍然定期进行巴氏涂片检查，以便最大程度预防宫颈癌等疾病的发生。
2016年7月18日，葛兰素史克中国宣布Cervarix双价HPV疫苗已获得中国国家食品药品监督管理总局的批准，因此成为中国第一个获得批准的HPV疫苗。Cervarix适用于中国9至25岁的女性，采用6个月内3次剂量方案。2018年有望在中国大陆市场上销售。
同日，中国国家食品药品监督管理总局也宣布，由葛蘭素史克公司生产的预防性生物制品人乳头状瘤病毒疫苗的进口注册申请已于2016年7月12日被批准，疫苗将提供预防子宫颈癌的一种全新有效的方法。
2018年3月18日，在德國連鎖藥局的零售市場，二價宮頸癌疫苗只剩庫存出清，二價宮頸癌疫苗與四價宮頸癌疫苗在跟九價宮頸癌疫苗比較時，九價宮頸癌疫苗對致病病毒覆蓋率較多，可預防90%以上的病毒誘發宮頸癌；且九價宮頸癌單位價格的效果也比二價與四價疫苗好。因此市場淘汰二價疫苗與四價疫苗，以販賣九價宮頸癌疫苗為主。
2018年4月28日，中国国家药品监督管理局（原国家食品药品监督管理总局）有条件批准用于预防宫颈癌的九价人乳头状瘤病毒疫苗上市。
2023年，重庆将在为18万在校女学生免费接种HPV疫苗。

## 治疗用疫苗
和预防用疫苗不同的是治疗用疫苗，特别设计用来给已有HPV导致疾病的人使用。比如说宫颈癌细胞是依靠HPV的E6和E7致癌基因生长，设计针对这两个基因产物的疫苗或许可以促进免疫系统攻击癌细胞。
MEL-1/MVA-E2疫苗已经过三次临床实验，其中采取的14种抗原为所有16种高危HPV共有，选自E1、E2、E6、E7四个早期表达基因。临床实验发现可以消除癌前病变。
DNA疫苗VGX-3100内含两个质粒，现已被欧洲药品管理局允许实验性治疗儿童中HPV16、HPV18导致的后期宫颈鳞状上皮内病变（3期实验，预计2019年8月收集主要临床目标数据）。这个疫苗的目标是HPV16、18的E6、E7蛋白，在2b期随机对照试验中是第一个对2/3期宫颈上皮内瘤样病变（CIN）有效的疫苗。